# Adventtoppen
Adventtoppen è un rilievo situato nella parte settentrionale del fiordo Adventfjorden, nelle isole Svalbard, Norvegia.
Il rilievo è alto 786 metri s.l.m. ed è facilmente osservabile da Longyearbyen, l'insediamento più popoloso delle isole Svalbard.